# Ezekiel F. Chambers

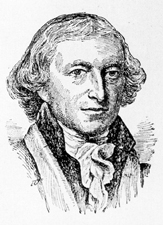
Ezekiel F. Chambers

Ezekiel Forman Chambers, född 28 februari 1788 i Chestertown, Maryland, död 30 januari 1867 i Chestertown, Maryland, var en amerikansk politiker och jurist. Han representerade delstaten Maryland i USA:s senat 1826–1834.
Chambers utexaminerades 1805 från Washington College i Chestertown. Han studerade sedan juridik och inledde 1808 sin karriär som advokat i Maryland. Han deltog i 1812 års krig.
Senator Edward Lloyd avgick 1826 och efterträddes av Chambers som var anhängare av John Quincy Adams. Han hörde till motståndarna av Andrew Jackson till skillnad från företrädaren Lloyd. Chambers avgick som senator i december 1834 och efterträdaren Robert Henry Goldsborough tillträdde ämbetet i januari 1835. Chambers var sedan domare fram till 1851. Han gick med i Demokratiska partiet och kandiderade utan framgång i guvernörsvalet 1864.
Chambers var anglikan. Han gravsattes på Chester Cemetery i Chestertown.